# Italydella chachapoyana
Italydella chachapoyana är en tvåvingeart som beskrevs av Townsend 1929. Italydella chachapoyana ingår i släktet Italydella och familjen parasitflugor.
Artens utbredningsområde är Peru. Inga underarter finns listade i Catalogue of Life.